# Octobre 2007 en Afrique

## 3 octobre
- Sénégal : Pape Diop a été élu président du Sénat, en obtenant 99 voix sur 100 sénateurs[1].

## 4 octobre
- République démocratique du Congo : un avion Antonov 26 de la compagnie privée congolaise Africa One, qui venait de décoller de l'Aéroport international de Ndjili de Kinshasa. à destination de Tshikapa s’est écrasée dans la commune de Kimbaseke dans la banlieue de la capitale. Au moins 38 personnes sont mortes dans l’accident, dont les 3 membres d’équipages et les 20 passagers[2],[3].

## 9 octobre
- Soudan : le Mouvement de libération du Soudan (SLM), seul mouvement du Darfour signataire des accords de paix avec le gouvernement soudanais, a condamné l’attaque par les forces gouvernementales de la ville de Mohajiriya le 8 octobre qui aurait fait, selon le SLM 52 morts dont 48 civils. L’armée soudanaise a nié toute attaque dans ce secteur proche du Tchad. Le SLM menace de reprendre les armes si le gouvernement continue à bombarder des villages[4].

## 11 octobre
- République démocratique du Congo : trois jours après avoir rompu la trêve, Laurent Nkunda a appelé à un cessez-le-feu sous l’égide de la Mission de l'Organisation des Nations unies en République démocratique du Congo (Monuc)[5].

- Soudan : en raison de divergences que l’application de l’accord de paix au Soudan du Sud signé en 2005, les dirigeants du Mouvement populaire de libération du Soudan (SPLM) ont décidé de suspendre leur participation au gouvernement[6].

## 14 octobre
- Togo : les élections législatives se sont déroulées dans le calme[7].

## 15 octobre
- Soudan : le président Omar el-Béchir a procédé à un remaniement gouvernemental, en tenant compte des propositions du Mouvement de libération du peuple du Soudan (SPLM) qui avait décidé de suspendre sa participation au gouvernement. Lam Akol, jusqu’à présent ministre des Affaires étrangères devient ministre aux Affaires du Conseil des ministres et Deng Alor le remplace aux Affaires étrangères[8]. Bagan Amom, secrétaire général du SPLM, a annoncé que son mouvement attendait l’application de l’accord de paix de 2005 avant de reprendre sa participation au gouvernement. Le SPLM demande notamment des avancées  dans les dossiers relatifs au tracé des frontières entre le nord et le sud, au retrait des forces nordistes du sud du pays ainsi que al résolution de la question d’Abiyé, zone pétrolière revendiquée par les deux parties. Le Parti du congrès national (NCP) du président  Omar el-Béchir a rejeté les accusations du SPLM le rendant responsable de ces retards[9].

## 17 octobre
- Mali : le conseil des ministres a adopté un projet de loi portant abolition de la peine de mort[10].

- Rwanda : le procès pour génocide d’Agnès Ntamabyariro, ministre de la justice dans le gouvernement intérimaire en 1994 lors du génocide, a débuté devant la haute cour de justice[11].

- Sénégal : le Pape Benoît XVI a nommé cardinal Monseigneur Théodore-Adrien Sarr, archevêque de Dakar[12].

## 18 octobre
- Afrique du Sud : le chanteur de reggae Lucky Dube est décédé, tué par balle lors d’une tentative de vol de sa voiture[13].

- Bénin : l'écrivain et cinéaste Séverin Akando est décédé à Cotonou[14].

- République démocratique du Congo : Germain Katanga, chef milicien de République démocratique du Congo, accusé de crimes de guerre et contre l'humanité en 2003 en Ituri a été transféré de Kinshasa à la Cour pénale internationale à La Haye. Il est d'avoir dirigé les Forces de résistance patriotiques en Ituri (FRPI), lors de massacres perpétrés à Bunia, Nyakunde, Komanda et Bogoro entre fin 2002 et début 2003[15].

## 22 octobre
- Kenya : le président Mwai Kibaki a dissous le parlement. De nouvelles élections doivent se tenir dans les 90 jours[16].

## 23 octobre
- Cameroun : le ministre des Enseignements secondaires  Louis Bapès Bapès a annoncé que l’apprentissage des langues locales va être introduite les programmes scolaires du secondaire dès la rentrée prochaine. Le Cameroun compte 239 langues nationales. L’anglais et le français sont les langues officielles[17].

- Tchad : Timan Erdimi, chef du Rassemblement des forces pour le changement (RFC), l’un des mouvements rebelles signataires de l’accord de paix conclu le 3 octobre, a déclaré que cet accord est caduc, la commission mixte chargé de définir les modalités d'intégration des rebelles dans l'armée n’ayant pas été mise en place[18].

## 25 octobre
- Tchad : un accord de paix a été signé à Syrte (Libye) entre le gouvernement tchadien et les quatre principaux mouvements rebelles, l'Union des forces pour la démocratie et le développement (UFDD) du général Mahamat Nouri, de l'UFDD-Fondamentale (UFDD-F), du Rassemblement des forces pour le changement (RFC) de Timane Erdimi et de la Concorde nationale tchadienne (CNT) d'Hassan Saleh al-Djinédi. Cet accord de paix, signé en présence de  Mouammar Kadhafi, du président tchadien Idriss Deby et soudanais Omar el-Béchir, prévoit un cessez-le-feu immédiat, le total respect de la constitution et la libération des prisonniers[19].

## 28 octobre
- Sénégal : Ousmane Tanor Dieng, candidat à l’élection présidentielle a été reconduit à la tête du Parti socialiste sénégalais lors du congrès du parti. Il a appelé à l’union de l’opposition face au président Abdoulaye Wade, dont le régime a « plongé le pays dans les affres de la misère » [20].

- Soudan : ouverture à Syrte en Libye de la conférence de paix sur le Darfour. L’ONU et les mouvements rebelles présents ont appelé les mouvements rebelles qui boycottent cette conférence à les rejoindre[21].

## 29 octobre
- Somalie : le Premier ministre de transition, Ali Mohamed Gedi, a démissionné. cette démission intervient alors que les combats entre insurgés et forces gouvernementales  entraînent l’exodes de centaines de civils de la capitale Mogadiscio et que les tensions entre les partisans du président Abdullah Yusuf Ahmed et ceux du Premier ministre démissionnaires étaient fortes. Les premiers accusent le Premier ministre de ne pas assumer ses responsabilités et de ne pas avoir mis fin aux violences à Mogadiscio, les partisans d’Ali Mohamed Gedi accusant le clan présidentiel de « manquements graves à la charte de transition » [22]. Le président a nommé Salim Aliyow Ibrow Premier ministre intérimaire[23].